# Walenty Gagatkiewicz

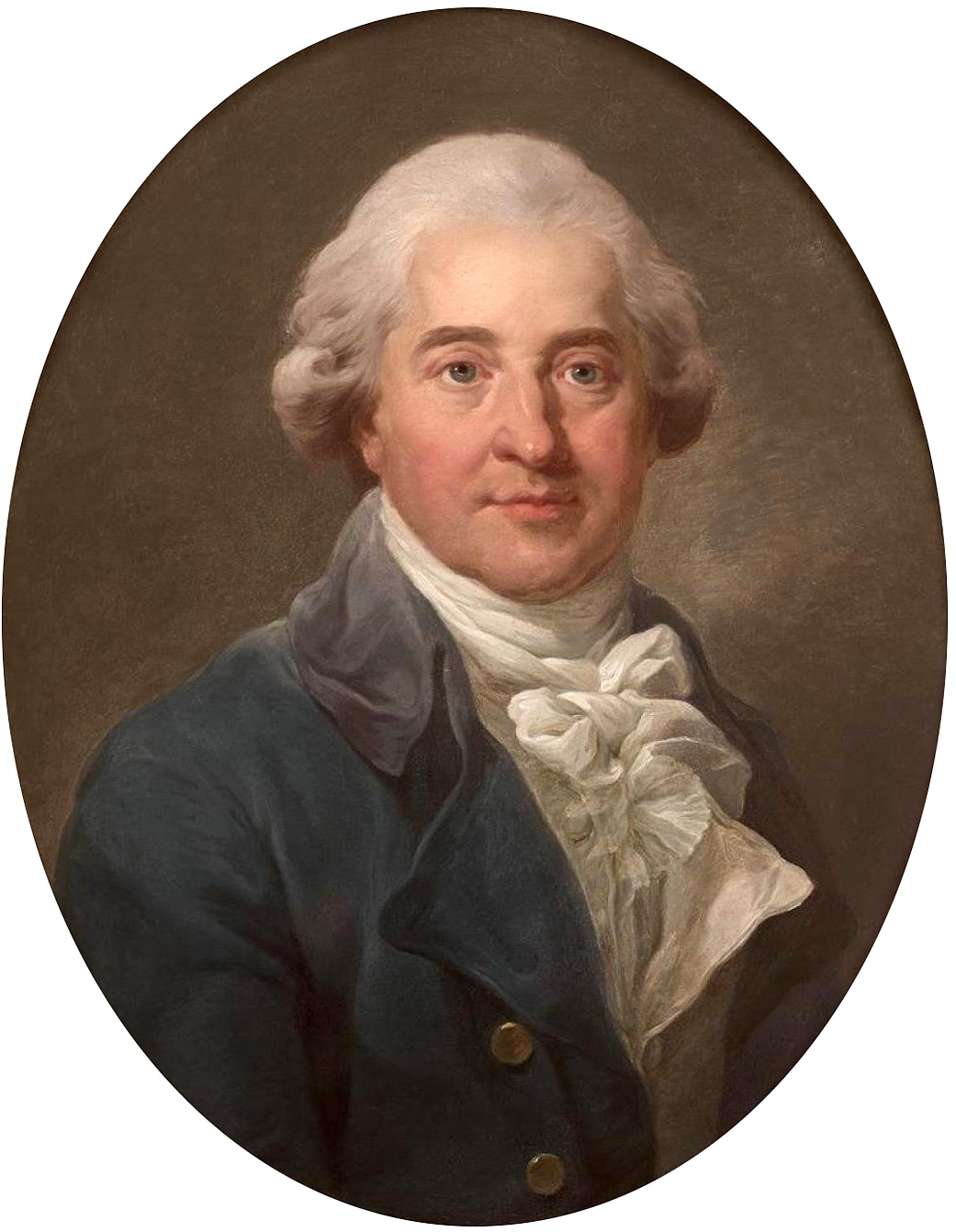
Marcello Bacciarelli, Portret Walentego Gagatkiewicza

Walenty Maciej Gagatkiewicz (Gagatowicz) (ur. 10 lutego 1750 w Warszawie, zm. 10 stycznia 1805 w Warszawie), polski lekarz.
Studiował w Paryżu, stopień doktora otrzymał w Reims. W 1770 powrócił do Warszawy, gdzie założył szkołę chirurgiczną. W 1784 został nadwornym lekarzem króla Stanisława Augusta. W 1786 został uhonorowany medalem Bene merentibus. W 1801 roku jako pierwszy lekarz został członkiem Towarzystwa Przyjaciół Nauk. Był współzałożycielem szkoły chirurgicznej w Warszawie, powstałej w 1789 roku